# Octarrhena obovata
Octarrhena obovata là một loài thực vật có hoa trong họ Lan. Loài này được (J.J.Sm.) P.Royen mô tả khoa học đầu tiên năm 1979.